# Pierre-Emerick Aubameyang
Pierre-Emerick Emiliano François Aubameyang (Laval, 18 de junho de 1989) é um futebolista gabonês que atua como centroavante. Atualmente joga pelo Olympique de Marseille.

## Carreira

### Milan
Formado nas categorias de base do Milan, em 2008 o atacante chegou a treinar com o time principal, que contava com nomes como Paolo Maldini, Kaká, Clarence Seedorf, Andrea Pirlo e Ronaldo. Entretanto, nunca disputou uma partida oficial pelo clube.

### Empréstimos

#### Dijon
Para ganhar experiência e poder atuar com regularidade, Aubameyang foi emprestado ao Dijon, da França, no dia 21 de junho de 2008. Suas atuações o levaram a aparecer na seção de Escoteiros do World Soccer, no verão de 2009. O atacante terminou com um total de dez gols e duas assistências em todas as competições, incluindo dois gols na Copa da Liga Francesa.

#### Lille
Em 24 de junho de 2009, foi anunciado que o Lille, clube da Ligue 1, havia decidido contratar Aubameyang por empréstimo. Em relação à temporada anterior, no entanto, Aubameyang não teve um desempenho tão bom, marcando apenas dois gols em 24 jogos, quatro como titular.

#### Monaco
Para a temporada 2010–11, Aubameyang foi emprestado ao Monaco. Marcou seu primeiro gol pelo clube no dia 21 de agosto de 2010, em uma partida fora de casa contra o Lens. Voltou a balançar as redes no dia 29 de agosto, contra o Auxerre, na vitória em casa por 2–0.

#### Saint-Étienne
Em janeiro de 2011, depois de seis meses no Monaco, Aubameyang foi emprestado ao Saint-Étienne até o final da temporada 2010–11, terminando a temporada com quatro gols e três assistências. Em julho de 2011, o empréstimo foi estendido para toda a temporada de 2011–12.

### Ida em definitivo ao Saint-Étienne

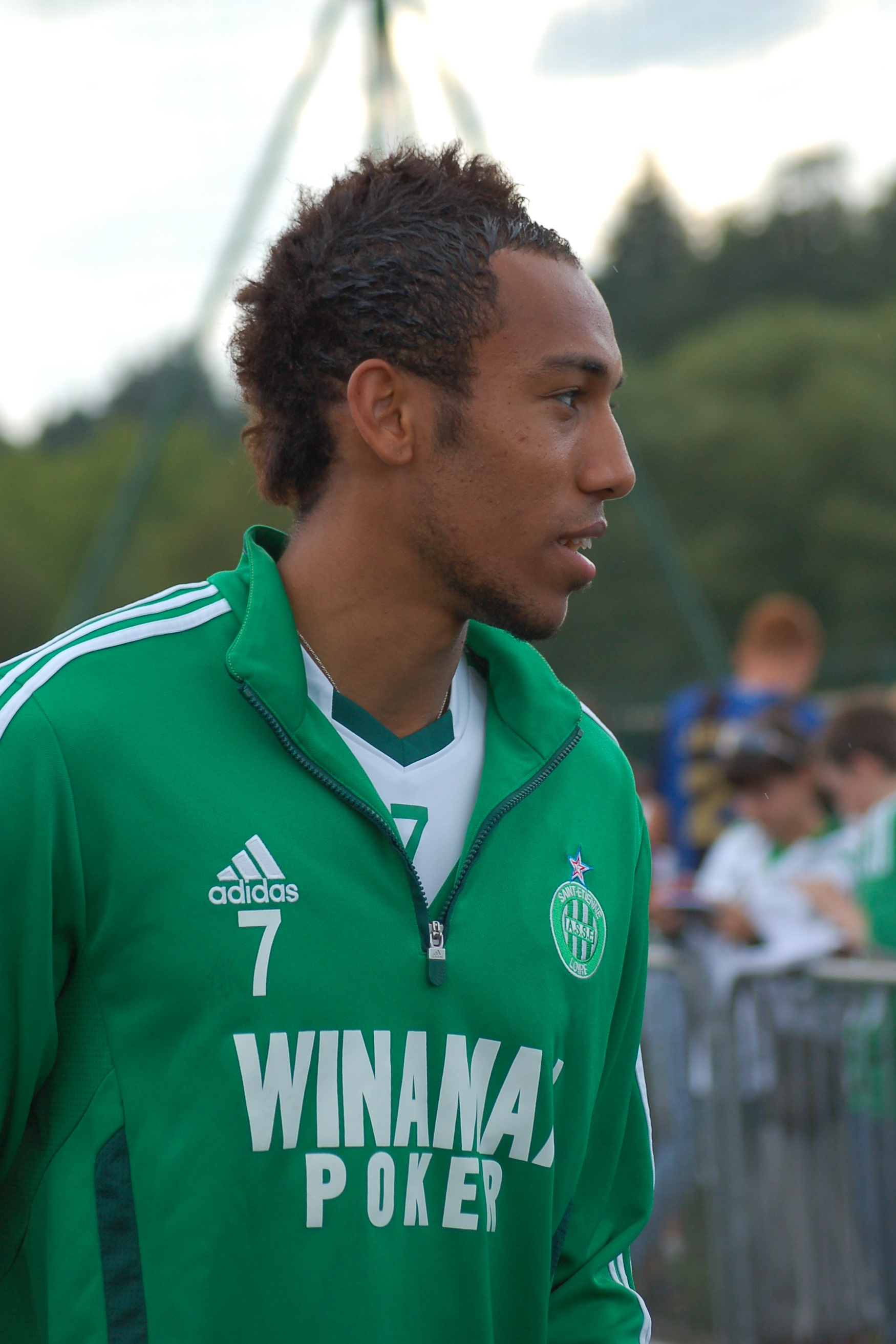
Auba pelo Saint-Etienne em 2011

No dia 22 de dezembro de 2011, Aubameyang assinou em definitivo com o Saint-Étienne. Ele foi rapidamente adicionado à equipe titular e recebeu a camisa número 7.
Marcou seu primeiro hat-trick pelo clube no dia 22 de fevereiro de 2012, na goleada por 4–2 contra o Lorient. O atacante tornou-se o principal jogador da equipe, marcando metade dos gols marcados fora da equipe durante a temporada e passou a ser o maior goleador da Ligue 1 com 16 gols.
Devido seu desempenho, recebeu o prémio Marc-Vivien Foé, atribuído ao melhor futebolista africano da Ligue 1.
No dia 20 de abril de 2013, Aubameyang foi titular na final da Copa da Liga Francesa, na partida realizada contra o Rennes. Os Les Verts venceram por 1–0, com um gol do brasileiro Brandão, e assim o jogador conquistou seu primeiro título como profissional. Aubameyang terminou a temporada com 18 gols e sete assistências em todas as competições.
Já na temporada 2012–13, o atacante gabonês terminou em segundo lugar na lista dos melhores marcadores da competição, marcando 19 gols e terminando atrás apenas de Zlatan Ibrahimović. Das 37 aparições, ele também deu oito assistências. A temporada foi amplamente considerada como seu ano de estreia — ele apareceu no time da Ligue 1 da temporada e ganhou o prêmio de Jogador do Ano da Ligue 1 na África.
Aubameyang encerrou sua passagem pela França, nas duas temporadas e meia passadas com 97 jogos e marcando 41 gols.

### Borussia Dortmund

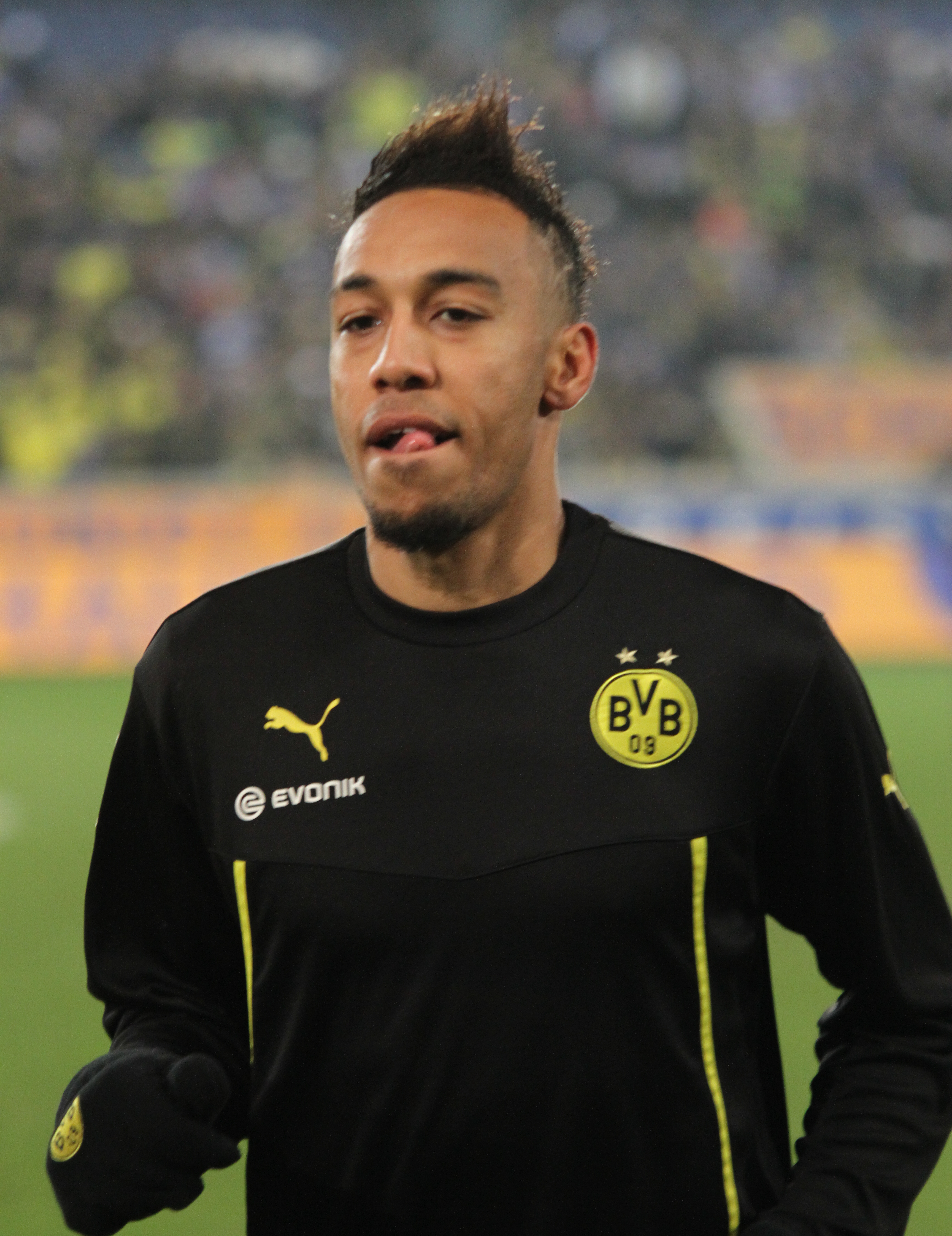
Aubameyang pelo Borussia Dortmund em 2014

Foi anunciado pelo Borussia Dortmund no dia 4 de julho de 2013. Assim Aubameyang se tornou o primeiro Gabonês a jogar na liga alemã. Em 27 de julho, no jogo da Supercopa da Alemanha contra o Bayern de Munique, Aubameyang entrou como suplente aos 72 minutos, em substituição de Jakub Błaszczykowski, e já aos 86 minutos distribuiu uma assistência para Marco Reuss, que marcou e definiu o resultado final em 4–2. Já em sua partida de estreia na Bundesliga, o atacante marcou um hat-trick contra o Augsburg.
Logo após sua chegada ao clube aurinegro, Aubameyang tornou-se uma peça fundamental da equipe. Devido às suas arrancadas extremamente velozes e difíceis de serem paradas, ganhou o apelido de Raio Amarelo pelos torcedores do Borussia.
Aubameyang chamou atenção durante a decisão da Supercopa da Alemanha de 2014, contra o Bayern de Munique, onde utilizou uma máscara do Homem-Aranha na comemoração do segundo gol da vitória por 2–0, marcado por ele próprio.
Tornou-se o primeiro jogador da história da Bundesliga a marcar gols nas oito primeiras rodadas, fato ocorrido na temporada 2015–16.
Na temporada seguinte, em que conquistou o título da Copa da Alemanha, tornou-se um dos maiores artilheiros da história do Borussia Dortmund, alcançando a marca de 120 gols marcados em quatro temporadas defendendo o clube. O atacante foi também o artilheiro da Bundesliga, com 31 gols marcados.
Após quatro temporadas e meia, Aubameyang deixou o Borussia Dortmund em 2018. No total, o jogador realizou 213 partidas, marcou 141 gols e distribuiu 36 assistências.

### Arsenal
Acertou com o Arsenal no dia 31 de janeiro de 2018, que pagou 63,7 milhões de euros (237,8 milhões de reais) pelo atacante em um contrato de cinco anos, valor recorde na história do clube. No dia 3 de fevereiro, em sua estreia como jogador dos Gunners, Aubameyang marcou em uma vitória por 5–1 contra o Everton.
Auba caiu como uma luva na equipe do Arsenal: logo em sua primeira temporada marcou 10 gols em 13 partidas disputadas na Premier League.
Ao final da sua segunda temporada nos Gunners, dividiu a artilharia da Premier League junto de Mohamed Salah e Sadio Mané, com 22 gols marcados. Foi escolhido como o melhor jogador da temporada do Arsenal, marcando oito gols ao longo da campanha na Liga Europa da UEFA, na qual foi vice-campeão.
Após uma polêmica do volante Granit Xhaka com a torcida do Arsenal, o técnico Unai Emery confirmou Aubameyang como novo capitão da equipe no dia 6 de novembro de 2019.
Depois de envolver-se em problemas de indisciplina, Aubameyang foi afastado pelo treinador Mikel Arteta e perdeu a faixa de capitão no dia 14 de dezembro de 2021. Algumas semanas depois, ele concordou em rescindir seu contrato, deixando o clube com dois títulos e marcado 92 gols em 163 jogos durante sua estadia em Londres.

### Barcelona
Após pouco mais de quatro anos no Arsenal, foi anunciado como novo reforço do Barcelona no dia 2 de fevereiro de 2022. O atacante assinou com o clube catalão até 2025. Estreou pela equipe no dia 6 de fevereiro, na vitória por 4–2 contra o Atlético de Madrid, saindo do banco de reservas e entrando no lugar de Adama Traoré. Marcou seus primeiros gols com a camisa do Barça duas semanas depois, balançando as redes três vezes numa goleada por 4–1 contra o Valencia no Mestalla.
No total pelo clube catalão, o jogador atuou em 38 partidas e marcou 20 gols.

### Chelsea
Sem espaço no Barcelona para a temporada 2022–23, Aubameyang acertou com o Chelsea no dia 1 de setembro de 2022, assinando contrato até junho de 2024. O atacante, que custou 14 milhões de euros, foi envolvido numa troca com o lateral-esquerdo Marcos Alonso. Estreou pelo clube londrino no dia 6 de setembro, na derrota por 1–0 contra o Dínamo de Zagreb, em jogo válido pela fase de grupos da Liga dos Campeões da UEFA. Marcou seu primeiro gol pelos Blues no dia 1 de outubro, contra o Crystal Palace, ajudando o Chelsea a conseguir uma vitória fora de casa por 2–1.
Apesar do bom começo de temporada em Londres, Aubameyang ficou sem espaço no clube, chegando a não ser nem relacionado pelo treinador Graham Potter. Ao todo, fez apenas 21 jogos com a camisa dos Blues, marcou três gols e deu uma assistência.

### Olympique de Marseille
Após rescindir com o Chelsea, o atacante acertou com o Olympique de Marseille no dia 19 de julho de 2023, assinando contrato por três temporadas com o clube francês. Marcou seus primeiros gols pela equipe no dia 15 de agosto, numa vitória por 2–1 contra o Panathinaikos. O resultado, no entanto, não foi favorável, pois o Marseille perdeu nos pênaltis e acabou sendo eliminado na fase de qualificação da Liga dos Campeões. Aubameyang voltou a balançar as redes no dia 21 de setembro, novamente marcando duas vezes, dessa vez num empate em 1–1 contra o Ajax, válido pela Liga Europa da UEFA.
O gabonês teve a sua melhor atuação pelo Marseille no dia 30 de novembro, ao marcar um hat-trick contra o Ajax, pela Liga Europa, e garantir a vitória por 4–3 no Stade Vélodrome.
Aubameyang foi o grande jogador do Marseille em sua única temporada na equipe. Ele encerrou sua passagem pelo clube francês com 51 jogos, 29 gols marcados e 12 assistências distribuídas, além de ter sido o artilheiro e melhor jogador da Liga Europa, onde o Marseille foi eliminado nas semifinais pela campeã Atalanta.

### Al-Qadsiah
No dia 18 de julho de 2024, Aubameyang assinou por duas temporadas com o Al-Qadsiah, da Arábia Saudita. Com a camisa do Al-Qadisiyah, foram 36 jogos com 21 gols e quatro assistências. 

### Retorno ao Olympique de Marseille
No dia 31 de julho de 2025, o Olympique de Marseille confirmou o retorno do atacante Aubameyang. O gabonês retorna à equipe francesa após uma temporada no Al-Qadsiah, da Arábia Saudita.

## Seleção Nacional

### França
Aubameyang foi convidado a jogar pela Seleção Italiana Sub-19 depois de uma boa temporada com o Dijon, mas optou por defender a França Sub-21. Assim, estreou pelos franceses em fevereiro de 2009, num amistoso contra a Tunísia.

### Gabão
O atacante também foi elegível para jogar pela Espanha, pois tem nacionalidade espanhola. No entanto, decidiu representar o Gabão porque seu pai foi capitão do time.[carece de fontes?]
Convocado para a Seleção Gabonense em 2009, Aubameyang realizou sua estreia no dia 25 de março. Após marcar seu primeiro gol em uma vitória por 3 a 2 sobre o Marrocos, o atacante também marcou gols em amistosos contra Benin, Togo, Argélia e Senegal. Já no ano seguinte, foi convocado por Alain Giresse para a Copa Africana de Nações.
Dois anos depois foi um membro importante da sua Seleção que chegou às quartas de final da e Copa das Nações Africanas de 2012 como co-anfitriões da competição. Ele marcou três gols no total, terminando o torneio como um dos artilheiros.
Em julho de 2012, Aubameyang representou o Gabão nos Jogos Olímpicos de Londres. O atacante marcou no jogo de estreia contra a Suíça, que foi o primeiro gol olímpico da história do Gabão, e também seria o único gol da Seleção no torneio. Eles foram eliminados na fase de grupos.
O atacante disputou a Copa Africana de Nações de 2015 e 2017, tendo sido capitão em ambas as edições. Chegou a ser convocado para a Copa Africana de Nações de 2021, realizada em janeiro e fevereiro de 2022, mas após testar positivo para a COVID-19, foi cortado da delegação pelo treinador Patrice Neveu.

## Vida pessoal
Nascido e criado numa família de futebolistas, Pierre-Emerick é filho de Pierre Aubameyang, ex-líbero que também defendeu a Seleção Gabonense. Seus irmãos são Willy Aubameyang, ex-zagueiro, e Catilina Aubameyang, ex-ponta-esquerda. Sua mãe é Margarita Crespo, espanhola originária de El Barraco, Ávila. O jogador viveu boa parte de sua vida na Itália, o que o possibilitou ter um passaporte italiano. Ele poderia ter defendido a Seleção Italiana, a Seleção Francesa ou a Seleção Espanhola, mas preferiu jogar pela Seleção Gabonense, país de nascimento de seu pai.

## Estatísticas
Atualizadas até 13 de dezembro de 2020

### Clubes
| Equipe            | Temporada         | Campeonato nacional | Campeonato nacional | Copa nacional | Copa nacional | Competições continentais | Competições continentais | Outros torneios | Outros torneios | Total | Total |
| Equipe            | Temporada         | Jogos               | Gols                | Jogos         | Gols          | Jogos                    | Gols                     | Jogos           | Gols            | Jogos | Gols  |
| ----------------- | ----------------- | ------------------- | ------------------- | ------------- | ------------- | ------------------------ | ------------------------ | --------------- | --------------- | ----- | ----- |
| Dijon             | 2008–09           | 34                  | 8                   | 3             | 0             | –                        | –                        | –               | –               | 37    | 8     |
| Dijon             | Total             | 34                  | 8                   | 3             | 0             | –                        | –                        | –               | –               | 37    | 8     |
| Lille             | 2009–10           | 14                  | 2                   | 1             | 0             | 9                        | 0                        | –               | –               | 24    | 2     |
| Lille             | Total             | 14                  | 2                   | 1             | 0             | 9                        | 0                        | –               | –               | 24    | 2     |
| Monaco            | 2010–11           | 19                  | 2                   | 4             | 0             | –                        | –                        | –               | –               | 23    | 2     |
| Monaco            | Total             | 19                  | 2                   | 4             | 0             | –                        | –                        | –               | –               | 23    | 2     |
| Saint-Étienne     | 2010–11           | 14                  | 2                   | –             | –             | –                        | –                        | –               | –               | 14    | 2     |
| Saint-Étienne     | 2011–12           | 36                  | 16                  | 2             | 2             | –                        | –                        | –               | –               | 38    | 18    |
| Saint-Étienne     | 2012–13           | 37                  | 19                  | 8             | 2             | –                        | –                        | –               | –               | 45    | 21    |
| Saint-Étienne     | Total             | 87                  | 37                  | 10            | 4             | –                        | –                        | –               | –               | 97    | 41    |
| Borussia Dortmund | 2013–14           | 32                  | 13                  | 6             | 2             | 9                        | 1                        | 1               | 0               | 48    | 16    |
| Borussia Dortmund | 2014–15           | 33                  | 16                  | 4             | 5             | 8                        | 3                        | 1               | 1               | 46    | 25    |
| Borussia Dortmund | 2015–16           | 31                  | 25                  | 4             | 3             | 14                       | 11                       | –               | –               | 49    | 39    |
| Borussia Dortmund | 2016–17           | 32                  | 31                  | 4             | 2             | 9                        | 7                        | 1               | 0               | 46    | 40    |
| Borussia Dortmund | 2017–18           | 16                  | 13                  | 1             | 3             | 6                        | 4                        | 1               | 1               | 24    | 21    |
| Borussia Dortmund | Total             | 144                 | 98                  | 19            | 15            | 46                       | 26                       | 4               | 2               | 213   | 141   |
| Arsenal           | 2017–18           | 13                  | 10                  | 1             | 0             | –                        | –                        | –               | –               | 14    | 10    |
| Arsenal           | 2018–19           | 36                  | 22                  | 3             | 1             | 12                       | 8                        | –               | –               | 51    | 31    |
| Arsenal           | 2019–20           | 36                  | 22                  | 2             | 4             | 6                        | 3                        | –               | –               | 44    | 29    |
| Arsenal           | 2020–21           | 29                  | 10                  | 1             | 1             | 8                        | 3                        | 1               | 1               | 39    | 15    |
| Arsenal           | 2021–22           | 14                  | 4                   | 1             | 3             | –                        | –                        | –               | –               | 15    | 7     |
| Arsenal           | Total             | 128                 | 68                  | 8             | 9             | 26                       | 14                       | 1               | 1               | 163   | 92    |
| Total na carreira | Total na carreira | 426                 | 215                 | 45            | 28            | 81                       | 40                       | 5               | 3               | 557   | 286   |

## Títulos
Saint-Étienne
- Copa da Liga Francesa: 2012–13

Borussia Dortmund
- Supercopa da Alemanha: 2013 e 2014
- Copa da Alemanha: 2016–17

Arsenal
- Copa da Inglaterra: 2019–20
- Supercopa da Inglaterra: 2020

Barcelona
- La Liga: 2022–23[40]

### Prêmios individuais
- 69º melhor jogador do ano de 2012 (The Guardian)[41]
- Melhor Jogador Africano: 2015
- 8º melhor jogador do ano de 2016 (The Guardian)[42]
- 9º melhor jogador do ano de 2016 (Marca)[43]
- Jogador do mês da Premier League: outubro de 2018 e setembro de 2019
- Equipe do Ano da Liga Europa da UEFA: 2018–19

### Artilharias
- Supercopa da Alemanha de 2014 (1 gol)
- Bundesliga de 2016–17 (31 gols)
- Premier League de 2018–19 (22 gols)
- Supercopa da Inglaterra de 2020 (1 gol)
- Liga Europa da UEFA de 2023–24 (10 gols)

### Recordes
- Maior artilheiro da Seleção Gabonense: 30 gols[44]
- Maior artilheiro da Liga Europa da UEFA: 34 gols[45]
- Maior artilheiro do Borussia Dortmund na Liga Europa: 8 gols
- Maior artilheiro do Arsenal na Liga Europa: 14 gols
- Maior artilheiro do Olympique de Marseille na Liga Europa: 10 gols